# Senecio ambraceus
Senecio ambraceus là một loài thực vật có hoa trong họ Cúc. Loài này được Turcz. ex DC. miêu tả khoa học đầu tiên năm 1838.